# Um eine Stunde
Um eine Stunde ist eine Erzählung von Arthur Schnitzler. Sie wurde am 24. Dezember 1899 in der Neuen Freien Presse veröffentlicht.

## Handlung
Ein Jüngling sitzt am Sterbebett seiner Geliebten. Als der „Engel des Todes“ den Raum betritt, fleht der Jüngling um eine letzte Stunde, um ihr seine Liebe zu gestehen. Der Engel kann dies aber nur gewähren, wenn ein anderer Todgeweihter dafür auf seine letzte Stunde verzichtet. Also reisen der Engel und der Jüngling zu fünf Menschen, deren letzte Stunde gerade anbricht. Keiner von ihnen will aber auf seine Stunde verzichten, auch wenn es ihnen noch so schlecht geht. Der Engel gibt dem Jüngling eine letzte Möglichkeit: Er könne auf sein gesamtes weiteres Leben verzichten für die eine letzte Stunde seiner Geliebten. Er stimmt sofort zu – die Geliebte stirbt aber trotzdem. Der Jüngling fühlt sich betrogen, der Engel aber kennt die wahren Wünsche des Jünglings, die er selbst durch seine Liebe und seinen Schmerz hindurch nicht erkennen kann. Er kündigt dem Jüngling an: „Noch einmal wirst du mich sehen, da werde ich dich fragen, ob ich dich heute betrogen habe oder du dich selbst.“

## Interpretation
Die Erzählung lässt sich als Parabel über das Verhältnis von altruistischer Liebe und egoistischem Lebenswillen lesen. Der Erzählung läge dann ein pessimistisches Menschenbild zugrunde: Am Ende ist jeder sich selbst der Nächste, und wer etwas anderes beteuert, hilft sich damit nur über eine emotional belastende Situation hinweg.